# Karl Swenson
Karl Henri Reynold Swenson (New York, 23 luglio 1908 – Torrington, 8 ottobre 1978) è stato un attore statunitense di origini svedesi.

## Biografia
Figlio di Karl Emil Swenson Sr. (1874-1918) e Hilda Charlotte Peterson (1882-1971), si iscrisse al Marietta College e intraprese studi di medicina, ma lasciò quel campo per dedicarsi alla recitazione. Dopo gli esordi nell'ambiente radiofonico, nel 1943 intraprese la carriera di attore, interpretando ruoli di secondo piano in numerose pellicole degli anni cinquanta e sessanta. Nel 1963 doppiò il mago Merlino nel film d'animazione La spada nella roccia.
Sposato dal 1930 al 1960 con Virginia Montague Hanscom, da lei ebbe quattro figli. In seguito si risposò con l'attrice Joan Tompkins, con cui rimase fino alla morte. Morì l'8 ottobre 1978, all'età di 70 anni, a causa di un arresto cardiaco. La sua scomparsa pose fine alla sua partecipazione al telefilm La casa nella prateria (prodotto negli USA tra il 1974 e il 1983), nel quale ricopriva il ruolo di Lars Hanson, che resta la sua più celebre interpretazione.

## Filmografia parziale

### Cinema
- L'ora del terrore (That Night!), regia di John Newland (1957)
- Cenere sotto il sole (Kings Go Forth), regia di Delmer Daves (1958)
- Gli uomini della terra selvaggia (The Badlanders), regia di Delmer Daves (1958)
- L'albero degli impiccati (The Hanging Tree), regia di Delmer Daves (1959)
- La pallottola senza nome (No Name on the Bullet), regia di Jack Arnold (1959)
- Lo zar dell'Alaska (Ice Palace), regia di Vincent Sherman (1960)
- Guadalcanal ora zero (The Gallant Hours), regia di Robert Montgomery (1960)
- Un piede nell'inferno (One Foot in Hell), regia di James B. Clark (1960)
- Pugni, pupe e pepite (North to Alaska), regia di Henry Hathaway (1960)
- Stella di fuoco (Flamingo Star), regia di Don Siegel (1960)
- Vincitori e vinti (Judgment at Nuremberg), regia di Stanley Kramer (1961)
- Anime sporche (Walk on the Wild Side), regia di Edward Dmytryk (1962)
- Solo sotto le stelle (Lonely Are the Brave), regia di David Miller (1962)
- La strada a spirale (The Spiral Road), regia di Robert Mulligan (1962)
- Gli uccelli (The Birds), regia di Alfred Hitchcock (1963)
- Il codice della pistola (The Man from Galveston), regia di William Conrad (1963)
- La spada nella roccia (The Sword in the Stone), regia di Wolfgang Reitherman (1963) - voce
- Intrigo a Stoccolma (The Prize), regia di Mark Robson (1963)
- Sierra Charriba (Major Dundee), regia di Sam Peckinpah (1965)
- I 4 figli di Katie Elder (The Sons of Katie Elder), regia di Henry Hathaway (1965)
- Cincinnati Kid (The Cincinnati Kid), regia di Norman Jewison (1965)
- Operazione diabolica (Seconds), regia di John Frankenheimer (1966)
- L'ora delle pistole (Hour of the Gun), regia di John Sturges (1967)
- Tick... tick... tick... esplode la violenza (...tick...tick...tick...), regia di Ralph Nelson (1970)
- Wyoming, terra selvaggia (The Wild Country), regia di Robert Totten (1970)
- Punto zero (Vanishing Point), regia di Richard C. Sarafian (1971)
- Nessuna pietà per Ulzana (Ulzana's Raid), regia di Robert Aldrich (1972)

### Televisione
- The Court of Last Resort – serie TV, episodio 1x12 (1957)
- Corky, il ragazzo del circo (Circus Boy) – serie TV, episodio 2x08 (1957)
- Maverick – serie TV, 3 episodi (1957-1961)
- The Texan – serie TV, 2 episodi (1958-1959)
- Sugarfoot – serie TV, 4 episodi (1958-1959)
- Have Gun - Will Travel – serie TV, 6 episodi (1958-1961)
- Indirizzo permanente (77 Sunset Strip) – serie TV, 4 episodi (1958-1963)
- Westinghouse Desilu Playhouse – serie TV, episodi 1x10-1x18 (1959)
- Tightrope – serie TV, episodio 1x04 (1959)
- Men Into Space – serie TV, episodio 1x02 (1959)
- Lock-Up – serie TV, episodio 1x04 (1959)
- Hawaiian Eye – serie TV, episodio 2x06 (1960)
- Hong Kong – serie TV, episodio 1x12 (1960)
- Mr. Lucky – serie TV, episodio 1x32 (1960)
- La valle dell'oro (Klondike) – serie TV, episodi 1x01-1x12 (1960-1961)
- L'uomo e la sfida (The Man and the Challenge) – serie TV, episodio 1x35 (1960)
- The Best of the Post – serie TV, episodi 1x06-1x11 (1960-1961)
- The Aquanauts – serie TV, episodio 1x16 (1961)
- Outlaws – serie TV, episodio 1x26 (1961)
- Surfside 6 – serie TV, episodio 2x21 (1962)
- Ben Casey – serie TV, episodio 1x13 (1962)
- The Dick Powell Show – serie TV, episodi 1x26-2x10 (1962)
- Ripcord – serie TV, episodio 2x04 (1962)
- Il virginiano (The Virginian) – serie TV, 7 episodi (1962-1969)
- G.E. True – serie TV, episodi 1x22 (1963)
- Dakota (The Dakotas) – serie TV, episodio 1x05 (1963)
- The Greatest Show on Earth – serie TV, episodio 1x12 (1963)
- La legge del Far West (Temple Houston) – serie TV, episodio 1x11 (1963)
- The Lieutenant – serie TV, episodio 1x11 (1963)
- The Travels of Jaimie McPheeters – serie TV, episodi 1x03-1x18 (1963-1964)
- Mr. Novak – serie TV, episodio 2x13 (1964)
- Convoy – serie TV, episodio 1x13 (1965)
- Gli uomini della prateria (Rawhide) – serie TV, episodio 7x17 (1965)
- La grande vallata (The Big Valley) – serie TV, episodio 1x07 (1965)
- A Man Called Shenandoah – serie TV, episodio 1x21 (1966)
- Cimarron Strip – serie TV, 6 episodi (1967-1968)
- Tarzan – serie TV, episodio 2x15 (1968)
- Sui sentieri del West (The Outcasts) – serie TV, episodio 1x16 (1969)
- Le strade di San Francisco (The Streets of San Francisco) – serie TV, episodio 2x17 (1974)
- Happy Days – serie TV, episodio 2x02 (1974)
- La casa nella prateria (Little House on the Prairie) – serie TV, 41 episodi (1974-1978)

## Doppiatori italiani
Nelle versioni in italiano delle opere in cui ha recitato, Karl Swenson è stato doppiato da:
- Bruno Persa in L'albero degli impiccati, La strada a spirale
- Cesare Fantoni in Gli uomini della terra selvaggia
- Arturo Dominici in Guadalcanal ora zero
- Amilcare Pettinelli in Solo sotto le stelle
- Manlio Busoni in L'ora delle pistole
- Antonio Guidi in Punto zero
- Gil Baroni in Happy Days
- Aldo Barberito in La casa nella prateria (ep. 1x18)
- Fernando Cerulli in La casa nella prateria (st. 1-3)
- Enzo Consoli in La casa nella prateria (ep. 3x16, 4x06, 4x08 e 4x10)
- Adolfo Lastretti in La casa nella prateria (ep. 4x05 e 4x18)
- Andrea Lala in La casa nella prateria (ep. 4x21-4x22)
- Mario Milita in La casa nella prateria (ep. 5x06)

Da doppiatore è sostituito da:
- Bruno Persa in La spada nella roccia